# Giovanni Maddaloni
Giovanni Maddaloni, detto Gianni, noto anche con lo pseudonimo di 'O Maè (Napoli, 13 settembre 1956), è un judoka e allenatore di judo italiano.

## Biografia
Il suo primo approccio allo sport è stato con la boxe, successivamente si avvicina al judo nella Società DAI-TO CLUB di Napoli. Viene allenato da Enrico Bubani, allievo a sua volta di Nicola Tempesta. Negli anni '70 e '80 partecipa a vari campionati italiani.
Dal 1982 è insegnante tecnico per poi diventare direttore tecnico regionale per la Campania dal 1993 al 2003. Dal 2005 è consigliere nazionale della squadra maggiore.
Allenatore di vari atleti, ha allenato tutti e tre i suoi figli Pino, Laura e Marco, in particolare la figlia Laura si è approcciata allo sport a soli 2 anni per poi prendere in modo professionale la disciplina a 4 anni.
Dal 1988 è insegnante e direttore tecnico della "Star Judo" di Scampia.
Su proposta della Federazione Italiana Judo Lotta Karate Arti Marziali (FIJLKAM) nel 2005 viene insignito con l'onorificenza del CONI (Comitato olimpico nazionale italiano) della Palma d'argento.
Nel 2010 scrive il libro autobiografico La mia vita sportiva.
Fondatore della palestra anti-camorra a Scampia, svolge anche delle attività volte a far praticare judo ai minorenni in carcere. 
Nel 2018 viene premiato con il Premio Angelo Frammartino per lo sport.
Su proposta della Federazione Italiana Judo Lotta Karate Arti Marziali (FIJLKAM) nel 2022 viene insignito con l'onorificenza del CONI (Comitato olimpico nazionale italiano) della Palma d'oro.

## Nella cultura di massa
Nel 2010 scrive il libro autobiografico La mia vita sportiva da cui nel 2013 esce il film L'oro di Scampia per la regia di Marco Pontecorvo, in cui il suo ruolo è interpretato da Giuseppe Fiorello.
Nel 2013 Luigi Garlando scrive il romanzo 'O Maé - Storia di judo e di camorra.
A partire dal 2024 la sua storia è trattata nella serie tv Clan - Scegli il tuo destino per la regia di Daniele Barbiero.

## Vita privata
Sposato con Caterina Uliano fino al 2005, la coppia ha tre figli: i campioni di judo Pino, Laura (sposata con il pugile Clemente Russo) e Marco. Intraprende un'altra relazione da cui ha la figlia Serena nata nel 2005, successivamente adotta Bright nato nel 2003. Tutti i figli praticano judo.